# Cezar Bolliac
Cezar Bolliac était un écrivain roumain, né le 23 mars 1813 à Bucarest, et décédé le 25 février 1881 à Bucarest. Il est surtout connu en tant que patriote, pour qui la poésie consiste essentiellement à mettre ses idées en vers. D'un point de vue politique, il est toujours considéré comme une des figures de proue de la révolution valaque de 1848 .

## Biographie

### Enfance et adolescence
Cezar Bolliac est né le 23 mars 1813 à Bucarest, d'Anton Bogliaco, médecin d'origine italienne et de Zinca Kalamogdartis, d'origine grecque. Peu après sa naissance, son père a quitté la famille et est retourné à Florence et Zinca s'est remariée au stolnic Petrache Peretz. Il fut d'abord éduqué par un précepteur grec, Neofit Duca, puis a suivi les cours du Collège national Saint-Sava à Bucarest, entre autres ceux de Ion Heliade Rădulescu. En 1830, il s'engagea dans « milice terrienne » nouvellement formée en tant que junker et rencontra nombre de futurs révolutionnaires de 1848 : Marin Serghiescu-Nationalul, Constantin Telegescu, Cristian Tell.
Il a néanmoins rapidement renoncé à sa vocation militaire pour se consacrer aux lettres et est allé étudier à Paris.

### Débuts de son activité littéraire
On peut y voir l'influence de Ion Heliade Rădulescu, qui avait aussi fondé une imprimerie : c'est lui qui publia les premiers livres de Bolliac et l'introduisit auprès de la Société Philharmonique, où il fit la connaissance de Grigore Alexandrescu, Ion Ghica, Ion Câmpineanu, ou encore Iancu Vacarescu. Cezar Bolliac a commencé à publier des poésies dans des journaux dès son retour en 1833 et n'a jamais cessé son activité de presse, souvent soutenue. Il a notamment collaboré à Convorbiri literare, Curierul Românesc, Foaie pentru minte, inimă şi literatură, Steaua Dunării ou Vestitorul Românesc et a marqué les débuts de la presse politique roumaine moderne. En 1836, avec Constantin Filipescu, il a fondé son propre journal, Curiosul, qui fut interdit au bout du quatrième numéro à cause de ses satires. Un des trois numéros contenait une traduction de Corinne ou l'Italie de Germaine de Staël. C'est également à cette époque qu'il a écrit des pièces de théâtre, qui se sont toutes perdues : Taierea boierilor la monastirea Dealului, Radu Voda, Moartea lui Abel. La plus connue était Matilda, considérée comme le premier drame en roumain et inspirée de Mathilde, ou Mémoires tirés de l'histoire des croisades de Sophie Cottin. En 1835 parut son premier volume de poésies.

### Activités révolutionnaires
Influencé par le général Mavru, Bolliac intégra en 1843 la société secrète maçonnique opposée à la domination russe Frăția avec Eftimie Murgu ou encore Nicolae Bălcescu. Le général l'initia aussi à l'archéologie, dont la passion ne l'abandonna jamais. Animé par des sentiments patriotiques et révolutionnaires, il participa à la conspiration de 1840 et fut exilé pour cela en 1841 au monastère Poiana Marului, où un moine russe lui lut tous les matins des prières de saint Basile pour l'amener à de meilleurs sentiments. Le 24 novembre 1846, il s'est marié avec Aristița Izvoranu, fille de boyard, qui lui a amené en dot sa propriété de Glina. Durant la révolution roumaine de 1848, Bolliac eut un rôle de premier plan : membre du comité révolutionnaire, secrétaire du gouvernement provisoire, vornic de Bucarest, membre de la commission pour la libération des Tziganes. Du fait de l'échec de la Révolution, il fut arrêté, embarqué sur un bateau turc, et parvint à fuir à Orșova puis à Brașov. Là, il tenta en 1849 de favoriser une convergence des révolutions roumaine et hongroise. Après un nouvel échec, il dut fuir à Constantinople, où il retrouva Ion Ghica, puis à Bursa.

### L'exil
En 1850, il fut arrêté par les Turcs pour participation à un nouveau mouvement révolutionnaire, puis libéré sur intervention de Ion Ghica. Il partit au moyen d'un faux passeport, d'abord pour Athènes, puis Malte, enfin le 16 octobre pour Paris, où il resta jusqu'en 1857. 
En exil, Bolliac a écrit de nombreux poèmes sur l'union des principautés roumaines. Il a également édité à Paris le journal Buciumul. En 1856, il a publié la brochure Topographie de la Roumanie, qui devait être la première d'une série intitulée Mémoires pour servir à l'histoire de Roumanie (Provinces danubiennes), mais est restée sans suite.

### Le retour, l'homme public
De retour en Roumanie, en 1858, il publia dans Naționalul un de ses articles les plus importants, Mozaicul social. Son talent en tant qu'homme de presse fut, de manière générale, reconnu, y compris par des critiques renommés comme Titu Maiorescu et Gheorghe Adamescu. Le 26 février 1863, il fut condamné à huit mois de prison et à une amende pour un article dans son journal Buciumul, dont la parution dut cesser. Le journal fut remplacé par Trompeta Carpaților, mais son successeur connut des problèmes financiers récurrents, dut réduire sa fréquence de parution, enfin cesser son activité avec la dégradation de la santé de son propriétaire.
Bolliac perdit également son épouse en avril 1860 et fut obligé de vendre la propriété de Glina en 1861. Aristița Bolliac fut la première défunte à être enterrée au cimetière Bellu. Il occupa plusieurs postes administratifs : directeur général des archives de l'État (1864-1866), député réélu plusieurs fois jusqu'en 1876, inspecteur des musées. Ses tentatives de création de partis politiques échouèrent.

### La passion pour l'archéologie
En 1845, Bolliac entreprit son premier voyage archéologique avec August Treboniu Laurian et Dimitrie Bolintineanu et en publia un compte rendu dans Curierul românesc. En 1858, il se vit interdire un nouveau voyage dans le Delta du Danube pour des motifs politiques. En 1860, il reçut une mission sur les monastères roumains et publia les années suivantes dans Romanul des articles sur l'archéologie, puis un volume en 1863. En 1865, il reprit ses voyages et céda ses trouvailles aux musées nationaux : Olténie en 1867, Danube, puis Naples, en 1869, Giurgiu et Turnu-Severin en 1871. Ses derniers voyages se firent sur ses fonds propres, en l'absence de soutien du ministère.

### Problèmes de santé et fin de vie
Le 22 janvier 1877, Cezar Bolliac subit une attaque de paralysie attribuée au surmenage, qui l'immobilisa dans un fauteuil jusqu'à la fin de sa vie. La chambre des députés vota l'attribution d'une allocation de 400 lei par mois et des personnes plus ou moins bénévoles s'occupèrent de lui. Cezar Bolliac s'éteignit le 25 février 1881 à Bucarest et fut enterré au cimetière Bellu.

## Influence et place dans la littérature roumaine
La critique littéraire est particulièrement divisée sur Bolliac. Ainsi le critique Nicolae Manolescu ne le mentionne pas du tout dans son histoire de la littérature roumaine. Andreia Roman lui accorde une place, mais relativement réduite, en faisant, à la suite de Paul Cornea, un représentant du « romantisme au gilet rouge », attaché à la mission sociale de l'écrivain. Gheorghe Adamescu reconnaît en Bolliac un acteur de premier plan de la presse roumaine, mais juge ses vers faibles. Il admet néanmoins qu'il fait preuve de qualités poétiques dans Sila. Le critique allemand Wilhelm Rudow constate chez lui un manque de talent au fond comme en la forme, indique qu'il aborde les thèmes des Tziganes et des esclaves, avec cependant plus de bons sentiments que d'art. Il relève la popularité parmi le peuple de son poème Ții tu minte oară, notamment de l'usage de son refrain. George Călinescu considère au contraire que Cezar Bolliac fait l'objet d'un oubli injustifié, qu'il est l'incarnation de la bibliothèque universelle imaginée par Ion Heliade Rădulescu. Il le compare également à Théophile Gautier pour son art décoratif, ses moments parnassiens. En matière d'archéologie, les travaux de Bolliac ont fait l'objet de vives critiques, voire de moqueries, de la part d'Alexandru Odobescu, que Călinescu juge injustifiées s'agissant des balbutiements méritoires d'une discipline en Roumanie.

## Œuvres
- Operile lui Cezar Boliac. Meditații, Bucarest, 1835
- Din poeziile lui Kesar Boliak, Bucarest, 1843
- Poezii nouă, Bucarest, 1847
- Mémoires pour servir à l'histoire de la Roumanie : (provinces danubiennes). Mémoire 1, Topographie de la Roumanie, Paris, 1856
- Renaşterea României : poezii, Paris, 1857
- Collecţiune de poesiǐ : vechǐ şi nouǐ, Bucarest, 1858
- Cullegere de mai multi articoli publicaţi atâtu în străinătate : câtu şi în ţerră în annii trecuţi, Bucarest, 1861
- Monastirile din Romănia. (Monastirele închinate), Bucarest, 1862
- Monastirile din Romania : (monastirile zise Brancovenesci), Bucarest, 1863

De nombreuses anthologies furent publiées après sa mort, ainsi que plusieurs éditions de ses œuvres plus ou moins complètes. Outre ses publications en français, certains de ses textes furent traduits en hongrois.